# Wałdowo (powiat sępoleński)
Wałdowo – wieś w Polsce położona w województwie kujawsko-pomorskim, w powiecie sępoleńskim, w gminie Sępólno Krajeńskie.

## Podział administracyjny i demografia
Do 1954 roku miejscowość była siedzibą gminy Wałdowo. W latach 1975–1998 miejscowość należała administracyjnie do województwa bydgoskiego. Według Narodowego Spisu Powszechnego (III 2011 r.) liczyła 705 mieszkańców. Jest największa miejscowością gminy Sępólno Krajeńskie.

## Znane osoby urodzone w Wałdowie
W 1925 w Wałdowie urodził się Henryk Kulczyk, przedsiębiorca, działacz polonijny w Berlinie, żołnierz Armii Krajowej i ojciec Jana Kulczyka, jednego z najbogatszych Polaków. Na przykościelnym cmentarzu znajduje się wspólny grób dziadków Jana Kulczyka.

## Zabytki
Do rejestru zabytków nieruchomych wpisane są obiekty:
- kościół parafialny pw. św. Mateusza, rok 1621, nr rej.: KOK 5/46 z 13.07.1936
- cmentarz przy kościele, XVII-XX w., nr rej.: A/816/1-2 z 11.10.1993
- ogrodzenie, nr rej.: A/816/1-2 z 11.10.1993